# Stazione di Zambrone
La stazione di Zambrone è una stazione ferroviaria posta sulla tratta storica costiera della ferrovia Tirrenica Meridionale, serve l'omonima città.

## Storia
La stazione fu aperta il 1º gennaio 1893 all'attivazione della tratta Nicotera–Ricadi della ferrovia Tirrenica Meridionale.
Dal 1972, con l'apertura della variante diretta Eccellente–Rosarno, l'importanza della stazione di Zambrone è diminuita in quanto la linea storica costiera è utilizzata quasi esclusivamente dal traffico regionale.

## Strutture e impianti
Nel 2018 ha all'attivo 1 binario con servizio prevalentemente passeggeri, mentre il secondo binario è stato completamente rimosso. Vi fermano tutti i treni regionali.